# 豊岡市民会館

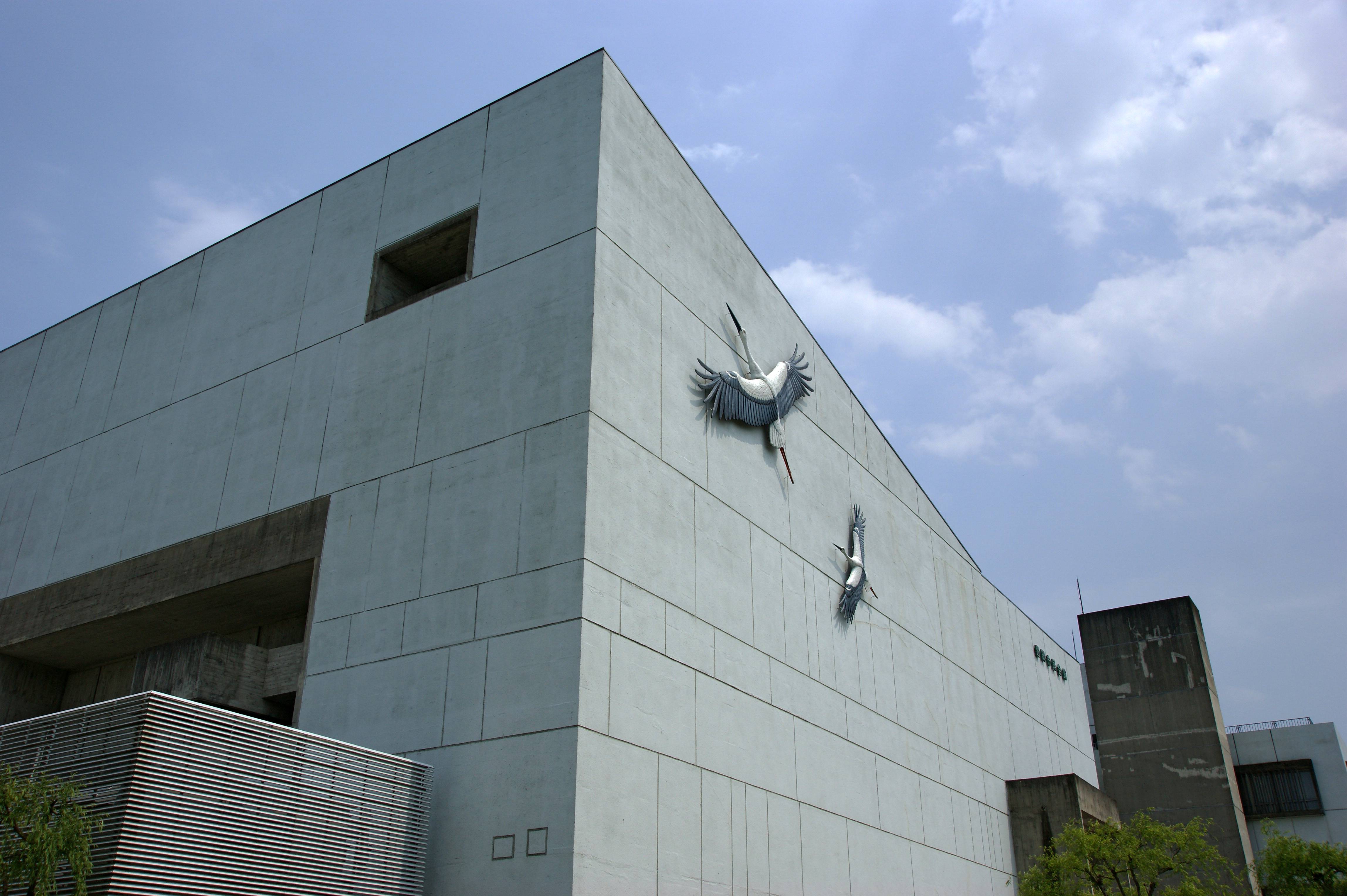
ホール棟の壁面に設置されるコウノトリのレリーフ（薮内正幸原画）

豊岡市民会館（とよおかしみんかいかん）は、兵庫県豊岡市にある複合文化施設。
多目的コンサートホールの文化ホールと会議室群で構成される。1994年に始まったコウノトリ未来・国際かいぎのメイン会場である。
2026年4月1日から老朽化のため閉館。

## 施設
出典
- ホール棟
  - 文化ホール - 1,118席（1F844席、中2F52席、2F222席）
  - ホールホワイエ
  - リハーサル室 - 収容人員80人、面積163m2
- 会館棟
  - 大会議室 - 収容人員100人、面積213m2
  - 中会議室 - 収容人員30人、面積63m2
  - 第1小会議室 - 収容人員、12人面積31m2
  - 和室 - 収容人員12人、面積10帖
  - 講座室 - 収容人員43人、面積65m2
  - 青少年婦人室 - 収容人員24人、面積42m2
  - ギャラリー1・2 - 収容人員45人・24人、面積85m2・58m2
  - 市民サロン
  - 第2小会議室 - 収容人員26人、面積60m2
  - 談話室 - 収容人員32人、面積21帖

## 建築概要
- 設計 - 増田友也・岡崎甚幸
- 竣工 - 1971年
- 建築面積 - 2206m2
- 延床面積 - 6800m2
- 構造 - 鉄筋コンクリート造一部鉄骨鉄筋コンクリート造
- 施工 - 銭高組

## コンサートを開催した主なタレント・ミュージシャン
- 1995年 - シャ乱Q
- 1996年 - LINDBERG、読売テレビ「西村由紀江の日曜はピアノ気分」（出演:西村由紀江）公開録画
- 2006年 - 大黒摩季・原田真二
- 2007年 - コロッケ
- 2008年 - 郷ひろみ
- 2009年 - 倉木麻衣
- 2012年 - 宗次郎、森山良子[4]
- 2013年 - B'z
- 2023年 - 三浦祐太朗[5]

## 所在地
〒668-0046 兵庫県豊岡市立野町20-34

## 交通アクセス
- 山陰本線 豊岡駅から全但バスで「八鹿」または「出石」行き乗車し8分、「豊田町」下車、徒歩3分

## 周辺情報
- じばさんTAJIMA
- 豊岡健康福祉センター
- 兵庫県立豊岡高等学校